# Молько Владислав Русланович
Владислав Русланович Молько (нар. 19 жовтня 2002, Кременчук, Полтавська область, Україна) — український футболіст, опорний півзахисник «Кременя».

## Життєпис
Вихованець кременчуцького футболу, у ДЮФЛУ виступав за місцеві «Кремінь» та «Кремінь-2». Дорослу футбольну кар'єру розпочав у клубі «Кремінь-Юніор», який виступав в аматорському чемпіонаті України.
Наприкінці лютого 2020 року переведений до першої команди «Кременя». У футболці кременчуцького клубу дебютував 12 вересня 2020 року в нічийному (0:0) домашньому поєдинку 2-го туру Першої ліги України проти краматорського «Авангарду». Владислав вийшов на поле на 52-й хвилині замість Олександра Кривенка. Наставник «Кременя» Олександр Головко назвав його «універсальним гравцем» та зазначив, що Молько може зіграти на будь-якій позиції, окрім воротарської. За три сезони, проведені в першій команді «Кременя», зіграв 28 матчів у Першій лізі України та 1 поєдинок у кубку України. Першим голомна професійному рівні відзначився 10 вересня 2022 року на 56-й хвилині переможного (3:0) для «Кременя-2» поєдинку 2-го туру Другої ліги України проти київського «Рубікона». Владислав вийшов на поле з капітанською пов'язкою у стартовому складі та відіграв увесь матч.
21 червня 2023 року відправився в оренду до «Гірника-Спорту». У футболці клубу з Горішніх Плавнів дебютував 28 липня 2023 року в програному (0:5) виїзному поєдинку 1-го туру групи «Б» Першої ліги України проти столичного «Лівого берегу». Молько вийшов на поле в стартовому складі, на 18-й хвилині отримав жовту картку, а на 62-й хвилині його замінив нігерієць Екеміні Нсіні Еффіонг.